# CSO 1
CSO 1 (Composante Spatiale Optique 1) ist der erste von drei Aufklärungssatelliten aus dem französischen CSO-Programm.
Er wurde am 19. Dezember 2018 um 16:37 UTC mit einer Sojus ST-A Trägerrakete vom Raumfahrtzentrum Guayana in eine sonnensynchrone Umlaufbahn gebracht.
Der dreiachsenstabilisierte Satellit ist mit einer von Thales Alenia Space gebauten Kamera mit einer Auflösung von 35 cm ausgerüstet. Diese kann Bilder bei Tag und Nacht in einer Vielzahl von Modi sowohl im sichtbaren als auch im infraroten Bereich aufnehmen. CSO 1 wurde auf Basis des AstroSat-1000 Satellitenbus der Airbus Defence and Space gebaut und besitzt eine geplante Lebensdauer von 10 Jahren.